# Камизано-Вичентино
Камизано-Вичентино (итал. Camisano Vicentino) — коммуна в Италии, располагается в провинции Виченца области Венеция.
Население составляет 8466 человек, плотность населения составляет 282 чел./км². Занимает площадь 30 км². Почтовый индекс — 36043. Телефонный код — 0444.
Покровителем коммуны почитается святитель Николай Мирликийский, празднование 6 декабря.

## Города-побратимы
- Архая Олимпия, Греция (2000)
- Фуэрте-Олимпо, Парагвай (2011)